# Norske købstæder
Norske købstæder (norsk: kjøpstad, ældre: kaupstaðr = markedsplads) var de bebyggelser i Norge, som inden, under og efter rigsfællesskabet med Danmark var tillagt særlige rettigheder i henseende til næringsudøvelse, især handel, og selvstyre i indre økonomiske henseender samt med eget retsvæsen.

## Baggrund
Norges naturforhold, der tidligt henviste befolkningen til indførsel og udførsel, fremkaldte i jævnførelsesvis gammel tid de første spirer til købstæder, jævnfør Bjarkø-retten); på disse markedspladser blev der allerede i hedensk tid holdt marked, ting og blot samtidig. Den ældste handelsplads, som nævnes, Skiringssal nær det nuværende Larvik, erstattedes i 9. århundrede af det mindre udsat liggende Tønsberg. På den anden side medførte befolkningens spredte fordeling, at sådanne havnesteder kun gik langsomt frem.

## Kongelig grundlæggelse
Først da kongerne, efter udenlandske, navnlig engelske, forbilleder iværksatte virkelige byanlæg, kom der mere fart i udviklingen (Nidaros 997, fornyet 1016; Sarpsborg 1016; Oslo omkring 1050; Bergen omkring 1075; Konghelle omkring 1115). Planen for disse byanlæg var overalt væsentlig den samme: en række gårde med foranliggende brygger ud mod elven eller fjorden og parallelt dermed en langgade, krydset i rette vinkler af brede, ned mod vandet gående »almenninger«; hertil kom opførelsen af en kongsgård og een eller flere kirker samt udlæggelse af en »bymark« som græsgang for bymændenes kvæg. Af de nævnte købstæder fik egentlig kun Tønsbergs og Bergens forretningsliv mere end lokal betydning. Tønsberg besøgtes i 11.—13. århundrede i sommertiden meget af danske og tyske skibe, og samtidig bevirkede den med kristendommens udbredelse stærkt voksende fiskehandel, at Bergen hurtig blev en af Nordeuropas vigtigste handelsstæder. Allerede før 1200 var den vistnok (næst efter Visby) det skandinaviske Nordens mest besejlede havn, en forrang, som den først i 18. århundrede måtte overlade København. Hvad derimod Nidaros angik, havde den sin største betydning som landets gejstlige hovedsæde og stærkt besøgt valfartssted; dog deltog også den i fiskehandelen og var navnlig tillige knudepunkt for samfærdselen med Island. De øvrige byer forblev indtil videre ganske små og var desuden de efterhånden opkommende danske købstæder meget underlegne i antal. 13. århundredes anden halvdel var særlig en blomstringstid for de norske købstæders handel og skibsfart, og der er tegn på, at deres formuedannende evne i dette tidsrum ikke var ganske ubetydelig. Handelsavance og fragtbeløb kom i stor udstrækning nordmændene selv til gode.

## UnderHanseforbundetsåg
Anderledes blev det, da det i 14. århundrede lykkedes hanseaterne at bemægtige sig såvel den aktive handelsomsætning med udlandet som varetransporten. På en tid, da de mellemeuropæiske købstæder ved hjælp af deres optjente formuer lagde grunden til handelsnationernes velmagt, måtte Norge, der havde Nordeuropas vigtigste eksportartikel, fisken, at sælge og en så betydelig importartikel som kornet at købe, finde sig i, at fortjenesten ved begges omsætning og fragt tilfaldt fremmede, og at rigets egne købstæder enten tabte deres forretningsliv (Tønsberg og Nidaros) eller blev stapelstæder for Lübeck (Bergen) og Rostock (Oslo). Som den væsentligste årsag til denne hurtige overgang fra aktiv til passiv handel må de i 14. århundrede opkomne unionsforhold betegnes; disse bevirkede, at kongernes personlige interesser ikke længere faldt sammen med landets, og at de derfor, idet deres opmærksomhed og energi deltes mellem alt for mange og spredte formål, ikke formåede at fortsætte den kraftige handelspolitik, som først og fremmest Norges, til handel så stærkt henviste befolkning trængte til. Under disse omstændigheder fik også den svækkelse, som folkeformindskelsen ved den sorte død fremkaldte, en varigere og mere dybtgående virkning, end den havde i lande, hvis næringsliv befandt sig i opkomst.

## Opblomstring i dansketiden
Selv, da trælasten fra 15. og især 16. århundrede skabte en, om ikke helt ny, så dog i nye former væsentlig udvidet eksportgren, skete også dens transport længe i fremmede, nu fortrinsvis hollandske, fartøjer. Imidlertid gav trælasthandelen ikke desto mindre stødet til genopvækkelsen af et selvstændigt norsk forretningsliv. Først befordrede den opkomsten af en række såkaldte »ladesteder«, hvilke senere efterhånden optoges i købstædernes række. Dernæst bragte den talrige udlændinge med forbindelser i deres hjemlande til at nedsætte sig i de norske byer, hvis handel herved mere og mere gik over til atter at drives aktivt. Også skibsfarten kom i voksende udstrækning på norske hænder, og navnlig fra 2. halvdel af 17. århundrede begyndte købstædernes formuesevne på ny at blive af betydning. Især blev det af betydning, at Norge var i stand til at bygge de defensionsskibe, som har helt afgørende for skibsfartens videre fremgang. Udviklingen fortsattes gennem det 18. århundrede, især dets sidste tredjedel, og om den end på en voldsom og i sine virkninger meget følbar måde standsedes ved krigstilstanden 1807—1814 såvel som ved den afbrydelse af de gamle handelsforbindelser med Danmark, som den politiske adskillelse fra dette land medførte, så sporedes der dog allerede i 1820’erne en ny opkomst, og denne kunne i det 19. århundrede, trods mindre gode tiders mellemkomst, i det store taget uafbrudt fortsætte.

## Købstædernes styre
Med hensyn til de norske købstæders kommunale styre, så dannede de fra deres anlæg af særskilte retsområder, hvis indre anliggender afgjordes på »bymødet«. Dog opstod der snart for de administrative gøremål et engere »byråd«. Eksekutiv embedsmand var gjaldkeren, senere kaldet »byfogd«. Fra 13—15. århundrede var i de større købstæder lagmanden bymødets og rådets formand, indtil det i løbet af det sidste blev skik at følge det udenlandske eksempel og ansætte 2 særskilte formænd for rådet under navn af »borgmestre«. Såvel disse som »rådmændene« udnævntes af lagmanden og sysselmanden, eller, som han senere hed, lensherren. I visse anliggender vedblev dog byens borgerskab fremdeles at sammenkaldes, om end sjældent og uregelmæssigt. Hyppigere, skønt næppe heller regelmæssigt, sammentrådte med rådet et udvalg af opnævnte borgere, der senere kaldtes byens »eligerede mænd«. Ved reskript af 2. marts 1787 tildeltes disse en stærkt forøget indflydelse på købstadens budget.
Efter Norges og Danmarks adskillelse blev de norske købstæders selvstyre stærkt udviklet, navnlig ved formandskabsloven af 14. januar 1837. Denne bevarede vel den af kongen udnævnte magistrat, dog væsentlig kun som udøvende myndighed, mens beslutningsretten tillagdes et formandskab og et 3 gange talrigere repræsentantskab, begge valgte af de politisk stemmeberettigede. Den hidtil gennem amtmændene udøvede regeringskontrol indskrænkedes meget.
Efter lov nr 4 af 11. juli 1919 valgtes repræsentanterne hvert 3. år af de stemmeberettigede mænd og kvinder og efter forholdstalsvalg. Repræsentanternes antal var fra 20—84; de valgte inden sin midte et formandskab, som udgjorde en fjerdedel af repræsentantskabet. Det hele bystyre valgte for 1 år ad gangen en ordfører og en viceordfører. Formandskabet var kommunens regering, repræsentantskabet dens bevilgende og beskattende myndighed. Magistratsembederne blev ophævede og flere steder erstattede af kommunevalgte borgmestre. Den 30. september 1921 fik Norge nye love om kommunestyre i by, herred og fylke. Efter disse bestod byernes kommunestyre af bystyre (i virkeligheden det ældre repræsentantskab), formandskab, ordfører og borgmester, hvor sådan ansættes som selvstændig bestillingsmand. Borgmesteren havde særlig tilsyn med kommunens finans- og regnskabsvæsen og i spidsen for de øvrige forvaltningsgrene kunne der ansættes rådmænd. Ligeså kunne bystyret nedsætte faste udvalg for kommunale formål og virksomhedsgrene og oprette driftsledelse for kommunale bedrifter, bestående af et styre og eventuelt et råd. Fylkets og statens kontrol med kommunalforvaltningen blev opretholdt. I det 19. århundrede blev de i tidligere århundrede købstæderne tilståede forrettigheder i henseende til næringsdrift og lignende for størstedelen atter afskaffede ved håndværksloven af 15. juli 1839, love om handelen på landet af 28. september 1857 og 26. maj 1866, lov om udskibningsret af 15. juni 1882. Den nye forret, som grundloven af 1814 havde indrømmet købstæderne, nemlig, trods deres forholdsvis meget mindre folketal, tilsammen at vælge en tredjedel af Stortinget, bestod fremdeles op i det 20. århundrede, men var nu blevet én forret for landbefolkningen, som byerne ikke var tilfreds med.

## Norske købstæder ogladestederidansketiden
- Arendal
- Bergen
- Bodø
- Christiania
- Drammen
- Frederikstad
- Grimstad
- Halden
- Hamar
- Hammerfest
- Holmestrand
- Hønefoss
- Kongsberg
- Kragerø
- Kristiansand
- Kristiansund
- Larvik
- Lillehammer
- Molde
- Moss
- Porsgrunn
- Risør
- Sandefjord
- Sarpsborg
- Skien
- Stavanger
- Tromsø
- Trondhjem
- Tønsberg
- Vadsø
- Vardø
- Ålesund

foruden bjergstaden Røros
Af disse stammer Bergen, Christiania, Skien, Stavanger, Trondheim og Tønsberg fra middelalderen, de øvrige er anlagte i tiden efter reformationen men før opløsningen af dobbeltmonarkiet Danmark-Norge 1814.